# Sébastien Caron
Sébastien Caron (Amqui, 25 giugno 1980) è un hockeista su ghiaccio canadese professionista; che gioca nel ruolo di portiere per gli Hamburg Freezers. In precedenza fino al 2013 ha giocato nella Deutsche Eishockey Liga con la squadra degli Iserlohn Roosters.